# CCTV-9
«CCTV-9 Documentary» (кит. CCTV-9 纪录) — китайский телеканал документального кино. У него есть две версии — на китайском языке и на английском языке. Производится Центральным телевидением Китая.  Канал круглосуточный, транслируется на весь мир.

## История
Канал «CCTV-9 Documentary» был запущен 1 января 2011 года. Это первый китайский международный (транслирующийся на весь мир) специализированный чисто документальный канал.